# Lev Sosnovskij
Lev Semjonovitj Sosnovskij (ryska: Лев Семёнович Сосновский), född 1 januari 1886 i Orenburg, död 3 juli 1937 i Moskva, var en sovjetisk journalist och revolutionär politiker.

## Biografi
Sosnovskij gick med i bolsjevikpartiet år 1903 och var därefter anställd på tidningen Pravda (Правда). Efter oktoberrevolutionen 1917 var han medlem av den allryska centrala exekutivkommittén. Sosnovskij var under 1920-talet en av Sovjetunionens mest populära journalister. År 1927 uteslöts han ur Sovjetunionens kommunistiska parti som trotskist och medlem av vänsteroppositionen. Han återinsattes 1935, men uteslöts ånyo året därpå.
I samband med den stora terrorn greps Sosnovskij i oktober 1936 och ställdes året därpå inför rätta i en hemlig rättegång. Han dömdes till döden och avrättades genom arkebusering.